# Nimoverken
Nimoverken AB (Nimo) är världens största tillverkare av torkskåp. Företaget bildades 1944 och omsätter i dag ca 230 miljoner kronor. Nimo består av drygt 110 anställda med huvudkontor och fabrik som ligger i Hova, norra Skaraborgs län.
Nimo erbjuder torkskåp, tvättbänkar och tekniska tillbehör för klädvårdsrummet till återförsäljare, grossister och konsumenter i Norden och internationellt.

## Historia
Nimo grundades 2 maj 1944 i Jönköping och fick sitt namn efter initiativtagarna Nilsson och Moberg. Företaget tillverkade då rostfria produkter såsom tvättrännor, urinaler och inredning till storkök och restauranger. Därefter utökades produktutbudet med rostfria tvättlådor och tvättmaskiner.
1952 flyttas produktionen till Bodafors  och företaget köper in rättigheter till torkskåp och lägger därmed grunden för Nimos position och inriktning som bolaget har idag.
1959 flyttas produktionen till en ny fabrik i Hova. Strax efter flytten säljs företaget till godsägarfamiljen Bergengren i Malmö. Tillverkningen av torkskåp och tvättbänkar startar 1961–1962.
På 70-talet ökar torkskåp i popularitet och i början på 80-talet är Nimo ledande tillverkare av torkskåp, både under eget namn och som leverantör till andra märken. 
I mitten av 1982 säljs Nimo och Göran Bergholtz, Jan-Olov Berglund och Ulf Nilsson blir nya ägare. Jan-Olov Berglund tillträder som vd.
År 1984 förvärvas NIMO av Eneqvist bolagen och utvecklar ett cateringsortiment som är anpassat efter standarden för Gastronorm. 
Under andra hälften av 80-talet sker en volymtillväxt och omsättningen passerar 100 miljoner kronor.
Under början av 2000-talet börjar Nimo exportera torkskåp till USA.
År 2005 säljer Eneqvist Bolagen NIMO till en grupp investerare bestående av dåvarande vd Timo Taiminen samt Torbjörn Cardell och Per Thorwaldsson. Exporten av torkskåp tar ytterligare fart och bolaget börjar leverera till Sydkorea.
I december 2019 lämnar Timo över vd-rollen till Karin Kruse som leder Nimo fram till mars 2023 när hon lämnar över till Per Fjaestad.